# Список приладів дослідження погоди
Це список пристроїв, які використовуються для запису та видачі показань різних аспектів погоди.

## Типові інструменти
Метеостанції зазвичай мають такі прилади:
- Термометр для вимірювання температури повітря і поверхні моря
- Барометр для вимірювання атмосферного тиску
- Гігрометр для вимірювання вологості
- Анемометр для вимірювання швидкості вітру
- Піранометр для вимірювання сонячної радіації
- Опадомір для вимірювання рідких опадів за встановлений період часу
- Вітровказ для вимірювання загальної швидкості та напрямку вітру
- Флюгер для встановлення напрямку вітру
- Датчик поточної погоди/опадів для визначення опадів
- Дісдрометр для вимірювання та розподілу крапель за розміром
- Трансмісометр для вимірювання видимості
- Сеілометр для вимірювання висоти хмар

## Системи спостереження
- Арго (океанографія)
- Глобальне спостереження атмосфери
- Автоматизована метеостанція
- Віддалена автоматизована метеостанція (RAWS)
- Автоматизована система спостереження за поверхнею (ASOS)
- Радар NEXRAD
- Глобальна система спостереження за рівнем моря
- Буйки для вимірювання температури поверхні моря
- Мисливці за ураганами
- Скидний зонд (дропзонд)
- SNOTEL
- Метеозонд (куля-зонд)
- Флюгер
- Вітровказ
- Термометр
- Анемометр
- Гігрометр
- Автоматизована система збору метеорологічних даних

### Застарілі системи спостереження
- WSR-57
- WSR-74

## Орбітальні інструменти
- AIRS (атмосферний інфрачервоний ехолот)
- AMSU-A (пристрій мікрохвильового зондування)
- ASTER (космічний радіометр теплового випромінювання та відбиття)
- Aqua (науково-дослідний супутник)
- Aura (науково-дослідний супутник)
- AVHRR (радіометр із дуже високою роздільною здатністю)
- CALIPSO (супутник для дослідження довкілля)
- CloudSat (супутник для спостереження Землі)
- CERES (система для вимірювання хмар і випромінювання Землі)
- DMC (пристрій для моніторингу стихійних лих)
- Envisat (супутник для дослідження довкілля)
- EROS (супутник для спостереження за ресурсами Землі)
- GOES (супутник для дослідження довкілля)
- GOMOS (інструмент для глобального моніторингу озонового шару)
- GRACE (супутник для вивчення гравітаційного поля Землі)
- Hydros (SMAP, супутник для вимірювання вологості ґрунту)
- ICESat (супутник для вимірювання висоти льоду, хмар і суші)
- IKONOS (супутник для спостереження за Землею)
- Jason-1 (супутник для дослідження океанів)
- Landsat (серія супутників для дослідження Землі)
- MERIS (спектрометр із зображеннями середньої роздільної здатності)
- MetOp (метеорологічний супутник)
- Meteor (серія метеорологічних супутників)
- Meteosat (серія геостаціонарних метеорологічних супутників)
- MLS (прилад для вимірювання мікрохвильового теплового випромінювання Землі)
- MIPAS (інфрачервоний спектрометр — інструмент Envisat)
- MISR (багатокутовий спектрорадіометр)
- MODIS (спектрорадіометр середньої роздільної здатності)
- MOPITT (прилад для вимірювання забруднення тропосфери)
- MTSAT (серія багатофункціональних транспортних супутників)
- NMP (програма «Нове тисячоліття» для перевірки нових технологій для використання в космосі)
- NOAA-N' (метеорологічний супутник)
- NPOESS (національна полярно-орбітальна екологічна супутникова система)
- OMI (прилад для моніторингу озону)
- OCO (орбітальна обсерваторія для моніторингу вуглецю)
- PARASOL (науково-дослідний супутник)
- QuickBird (комерційний супутник для спостереження Землі з високою роздільною здатністю)
- QuikSCAT (швидкий скаттерометр)
- RADARSAT-1 (комерційний супутник для спостереження Землі)
- SCIAMACHY (спектрометр для картографії атмосфери Землі)
- SeaWiFS (датчик з широким сектором огляду для спостереження за морем)
- SORCE (супутник для дослідження сонячного випромінювання та клімату Землі)
- SPOT (супутник для спостереження за Землею)
- TES (тропосферний спектрометр)
- Terra (науково-дослідний супутник)
- TRMM (місія з вимірювання тропічних опадів)

### Застаріла орбітальна апаратура
- ERS (супутник для спостереження Землі з космосу з полярної орбіти)
- Програма Німбус (серія метеорологічних супутників)
- Проєкт Венгард (ракета для запуску штучних супутників Землі)
- Seasat (супутник для дослідження океанів)
- TOPEX/Посейдон (супутник для вимірювання і складання карти поверхні океану)
- ТІРОС (супутник для спостереження в інфрачервоному спектрі)